# 白颊长尾山雀
白颊长尾山雀（學名：Aegithalos leucogenys）是长尾山雀科长尾山雀属十個物種之一，分佈於印度次大陸的阿富汗、印度及巴基斯坦。
如同其他同科同屬的物種，這種雀鳥的體積很小。牠們的正常食物，包括昆蟲、水果和植物種子，但在特殊情況會啄食其他動物的腦袋，當中以其他鳥類和蝙蝠為主。

## 外部連結
- 維基物種上的相關：白颊长尾山雀